# Wouter Hoobroeckx

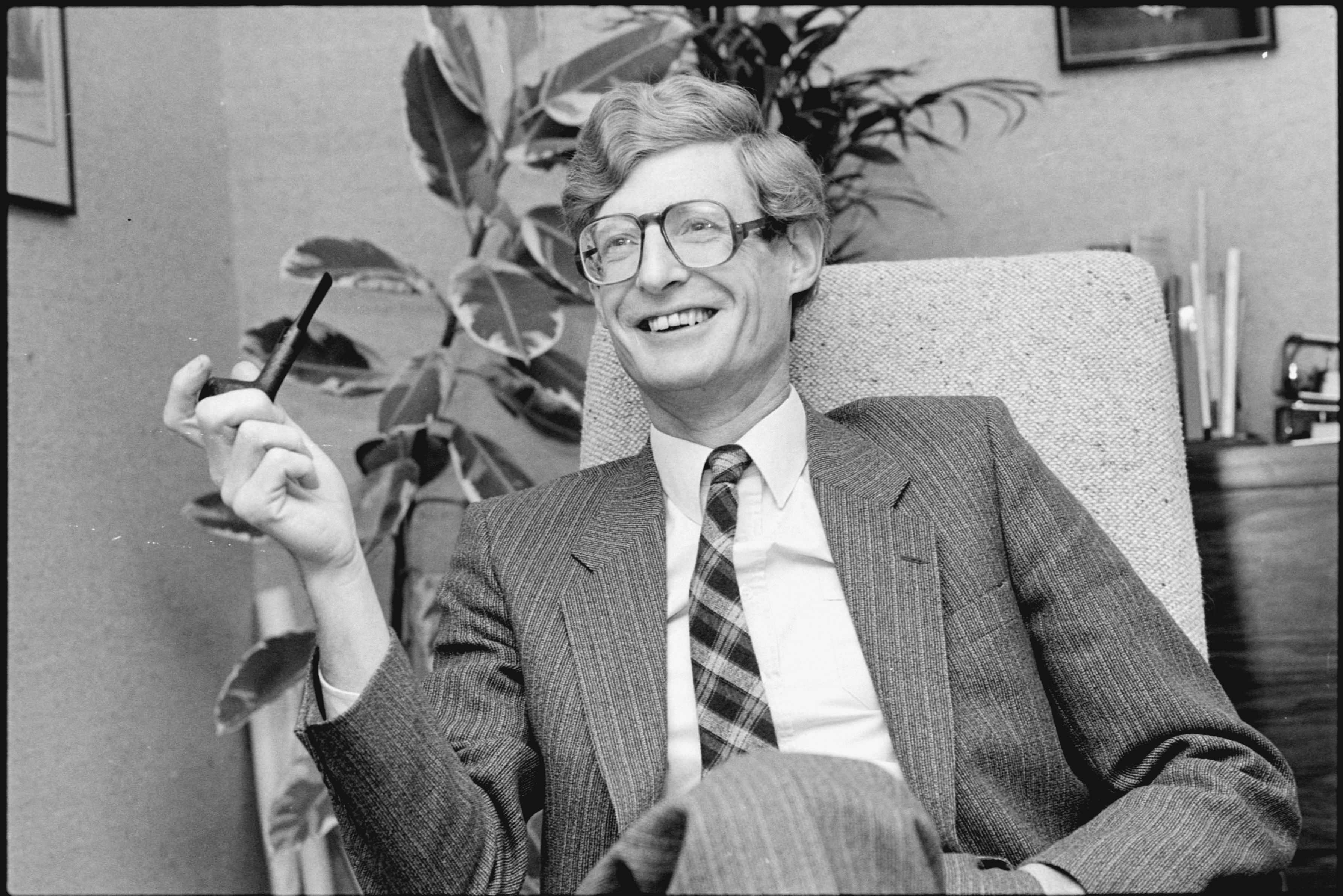
Portret van burgemeester Hoobroeckx van Heemskerk, nov. 1983.

W.J. (Wouter) Hoobroeckx (19 april 1936) is een Nederlands burgemeester en politicus van de KVP en later het CDA.
Hoobroeckx is afgestudeerd in de rechten en was hoofd van de afdeling economische ontwikkeling van de gemeente Eindhoven voor hij in september 1976 benoemd werd tot burgemeester van Ouder-Amstel. In 1982 volgde zijn benoeming tot burgemeester van Heemskerk waarbij hij in Ouder-Amstel werd opgevolgd door Cees de Groot. Hoobroeckx zou tot zijn pensionering in 2001 burgemeester van Heemskerk blijven. 
Van september 2001 februari 2003 diende Hoobroeckx als waarnemend burgemeester terug in Ouder-Amstel nadat zijn opvolger Cees de Groot onwel was geworden. Hoobroeckx werd in Ouder-Amstel in 2003 opgevolgd door Jaap Nawijn.